# Дерев'янкін Тимофій Іванович
Тимофій Іванович Дерев'янкін (11 лютого 1931 — 12 липня 2011, Київ) — український вчений у галузі історії народного господарства та економічної думки України, кандидат економічних наук (з 1960 року), доктор філософії (Ph. D.) (з 2004 року).

## Біографія
Народився 11 лютого 1931 року. У 1955 році закінчив історичний факультет Харківського державного університету. З 1955 року працює в Інституті економіки АН УРСР. В цьому Інституті у 1958 році закінчив аспірантуру, у 1958–1962 роках — молодший науковий співробітник, у 1962—1966 роках — старший науковий співробітник, у 1967—2003 роках — завідувач відділом історії народного господарства та економічної думки. Нині — провідний науковий співробітник відділу економічної історії Інституту економіки та прогнозування НАН України.
У 1966–1975 роках працював ученим секретарем Вченої ради Інституту економіки АН УРСР з захисту докторських дисертацій, у 1976–1994 роках — членом Спеціалізованої ради з присудження наукового ступеня кандидата наук в Інституті економіки АН УРСР, керівником переддипломної практики студентів, консультантом стажистів вишів.

## Наукова діяльність
Автор близько 200 наукових праць, в тому числі — три індивідуальні та 17 колективних монографій. Як активний автор, науковий керівник і відповідальний редактор підготував і видав колективну працю «Історія народного господарства Української РСР» (у трьох томах, чотирьох книгах). Є автором індивідуальних наукових монографій:
- «Мануфактура на Україні в кінці XVIII — першій половині XIX ст.» (1960);
- «Промисловий переворот на Україні: Питання теорії та історії» (1975) та інших.

Протягом майже 20-ти років працював членом редколегії «Енциклопедії народного господарства УРСР» (в 4-х томах) та членом Головної редколегії «Історії міст і сіл УРСР» (26 томів українською мовою та 15 томів російською мовою). За його редакцією вийшло 37 випусків (№ 4—40) міжвідомчого збірника наукових праць «Історія народного господарства та економічної думки України» (1970—2007), вісім наукових монографій, ряд книг з серії «Класика вітчизняної економічної думки» (праці І. Я. Франка, М. І. Туган-Барановського).
Підготував 30 кандидатів економічних наук.

## Відзнаки
Нагороджений орденом Дружби народів, Почесною Грамотою Президії Національної академії наук України та Центрального комітету профспілки працівників НАН України. Відзначений письмовими подяками Президії АН УРСР за підписом академіка Б. Є. Патона та Головної редакції Української радянської енциклопедії АН УРСР за підписом академіка АН УРСР М. П. Бажана.

## Вшанування
В числі відомих вчених-економістів ім'я Т. І. Дерев'янкіна наводиться в «Історії Академії наук УРСР», сучасних вітчизняних енциклопедіях.